# Cathédrale d'Ostuni
La cathédrale d'Ostuni est une église catholique romaine d'Ostuni, en Italie. Il s'agit d'une cocathédrale de l'archidiocèse de Brindisi-Ostuni.

## Galerie

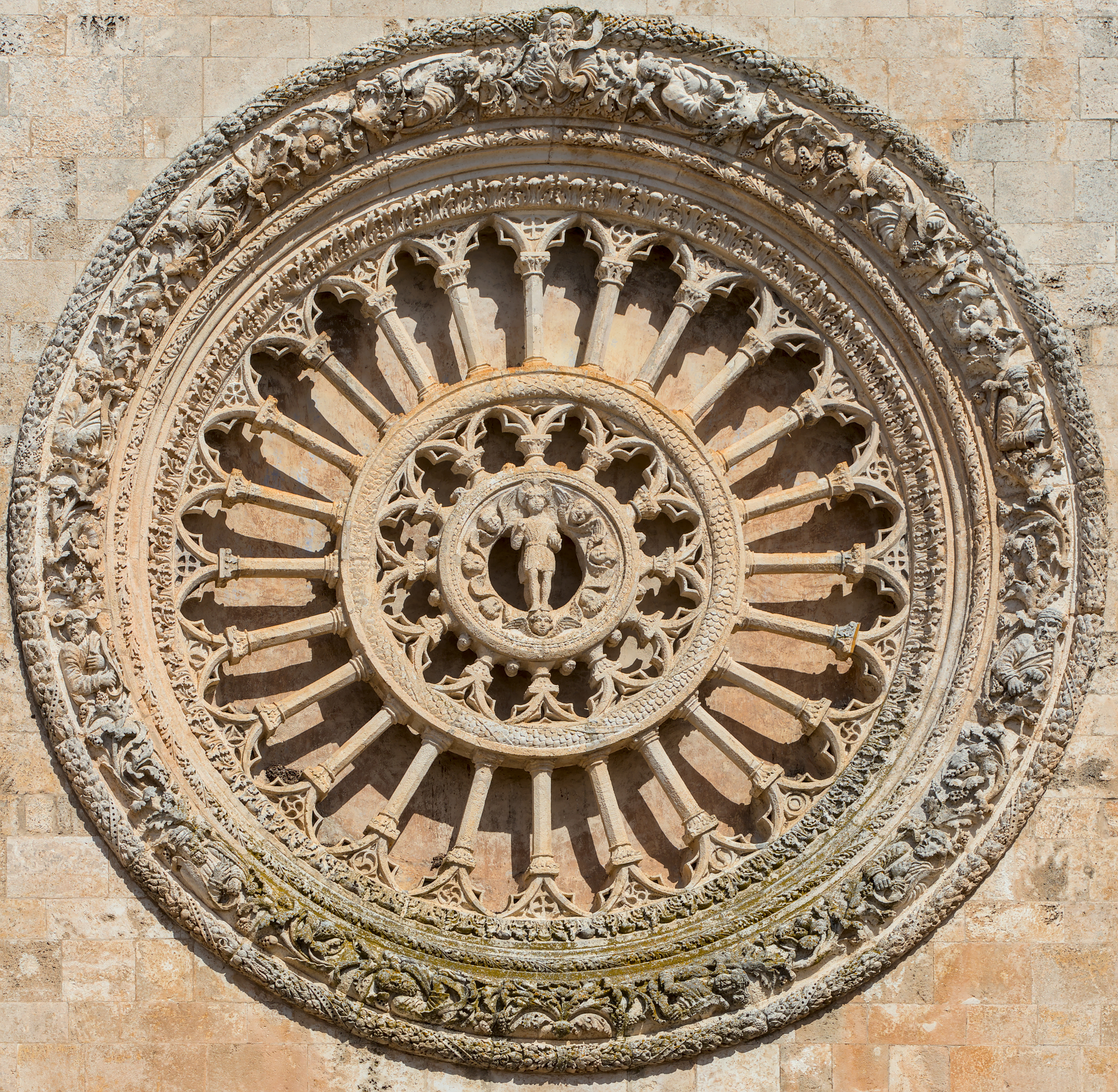
Rosace de la façade
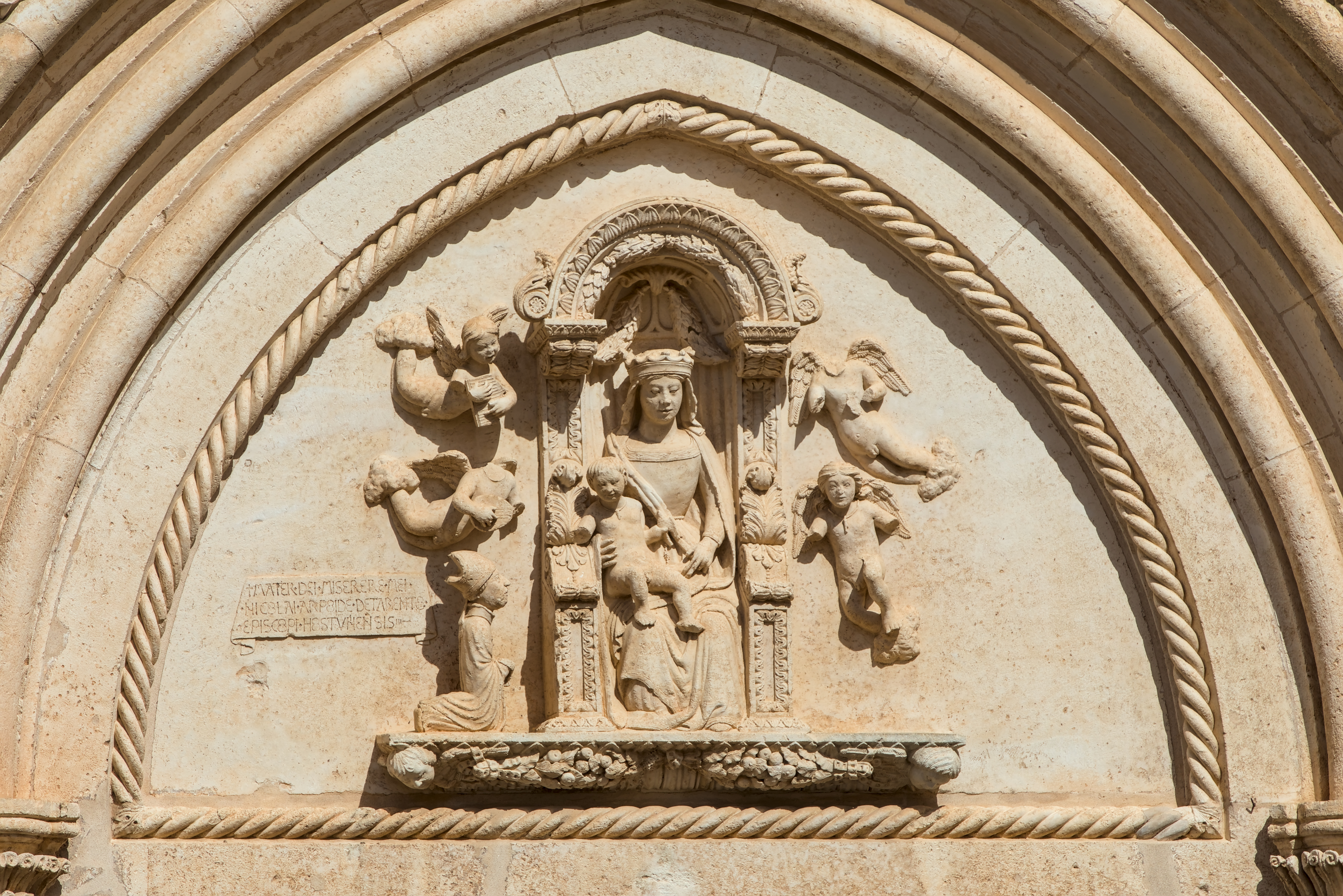
Tympan du portail principal : Vierge à l'Enfant en gloire
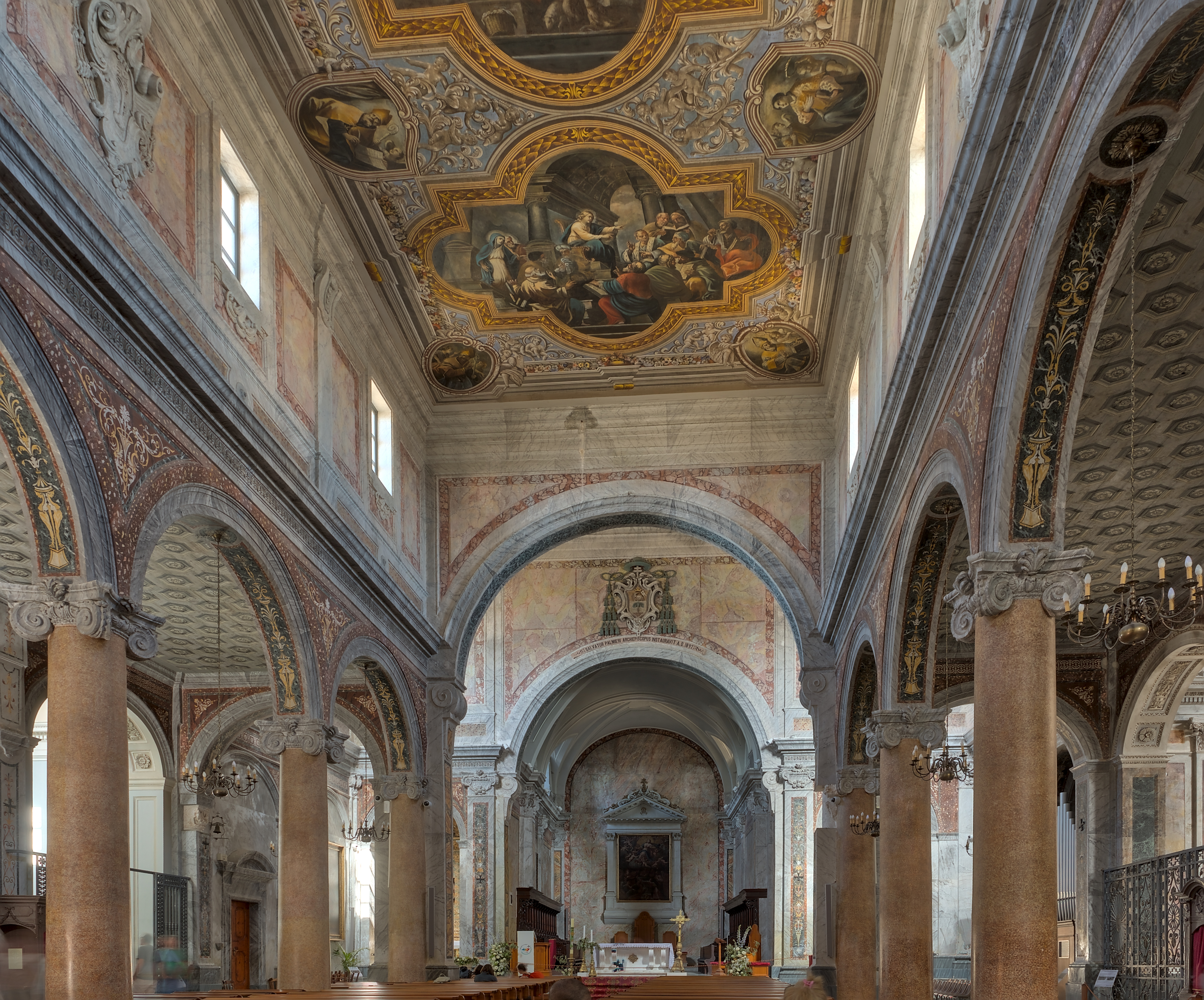
L'intérieur
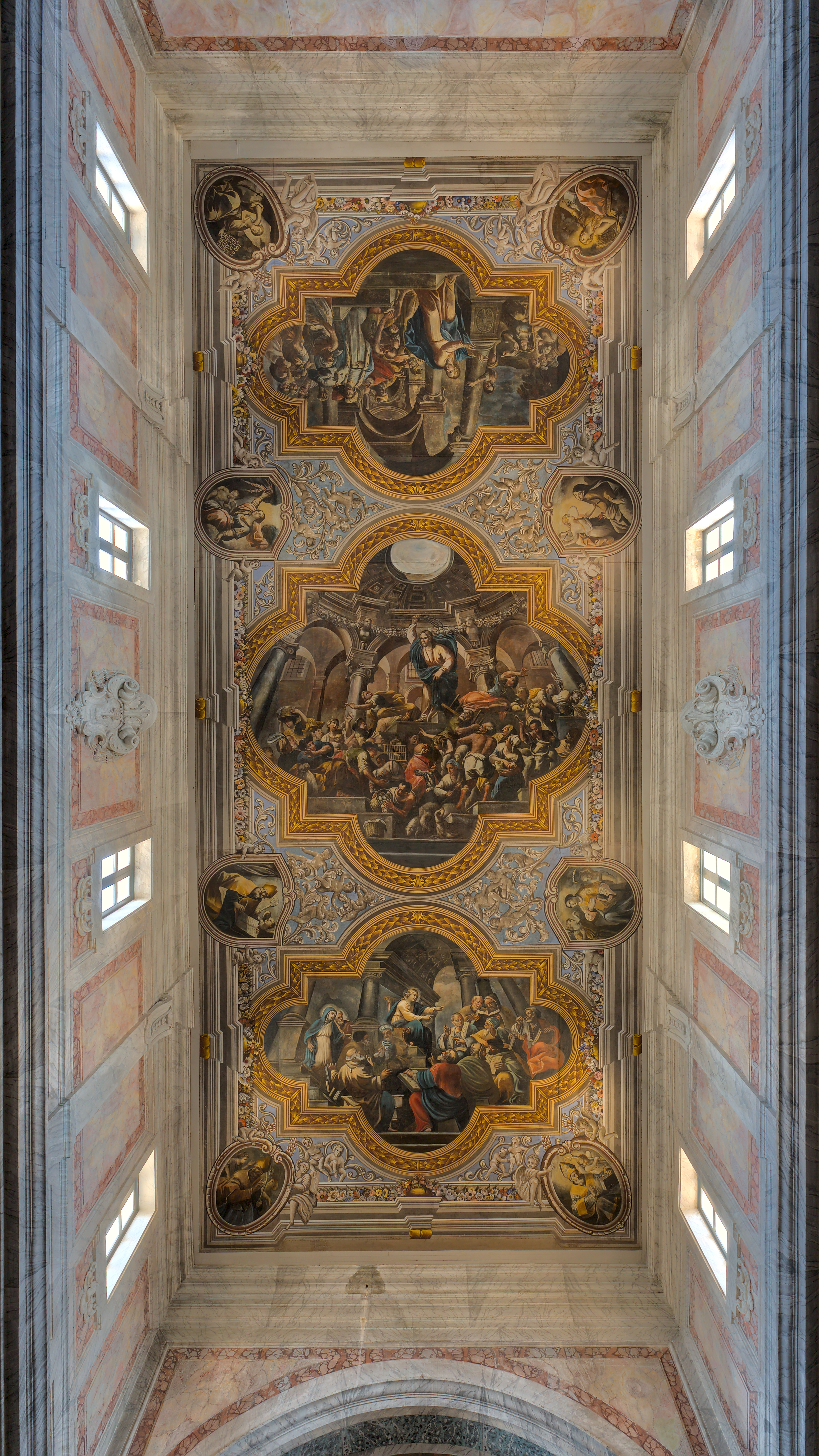
Fresques sur le plafond de la nef
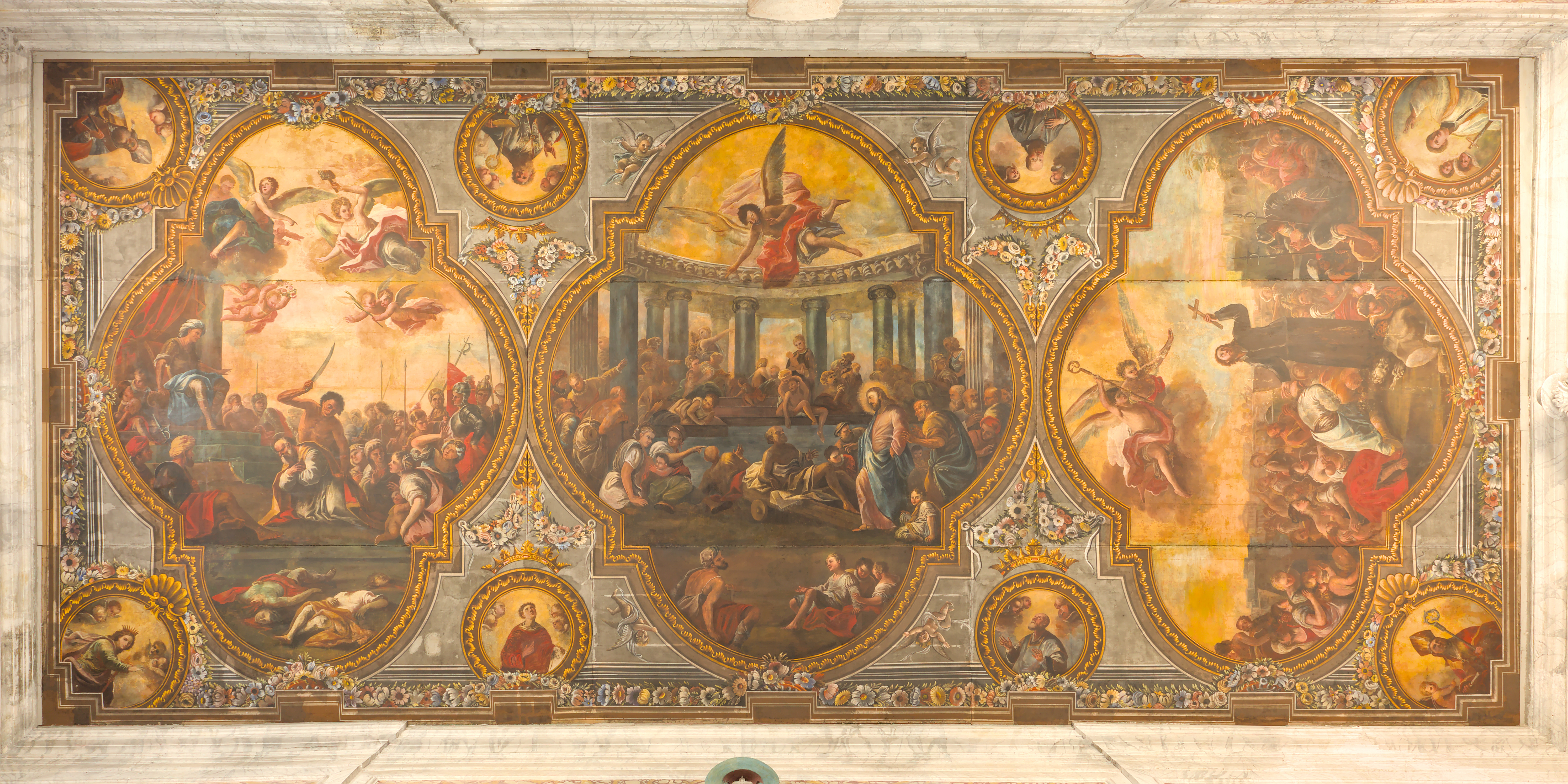
Fresques sur le plafond de la croisée du transept